# Маркиафава, Этторе
Этторе Маркиафава (итал. Ettore Marchiafava, 3 января 1847, Рим, Папская область — 23 октября 1935, Рим, Королевство Италия) — итальянский врач, патолог и невролог, известен исследованиями цикла развития плазмодиев в организме человека при малярии.

## Биография
Сын Анны Верчелли и Франческо Маркиафава, родился в Риме, где оставался в течение всей своей продолжительной карьеры до конца жизни. Учился в Риме, закончил свой курс с отличием, получил там степень доктора медицины в 1872 году и стал ассистентом на кафедре патологической анатомии у профессора Томмази Крудели. Большая распространённость инфекционных болезней, особенно малярии и туберкулёза, дала сильный толчок в определении исследовательской деятельности Маркиафавы. После получения степени он на короткое время съездил в Берлин, где Роберт Кох сильно продвинулся в исследовании туберкулёза. Маркиафава вернулся в Италию с большим интересом к бактериологии и паразитологии. Затем он много лет занимался изучением морфологии и биологического цикла малярийного паразита. Он досконально изучил разные стадии плазмодиев в эритроцитах, и продемонстрировал, что эти изменения были тесно связаны с ростом и размножением паразитов. Параллельно он изучал данные микроскопии об эритроцитах, их изменения при заражении и корреляцию данных микроскопии с клиническими проявлениями в разные периоды горячки.
Он стал доцентом в 1881 году, а в 1883 году, уже в возрасте 36 лет, он был назначен заведующим кафедрой патологической анатомии, из-за назначения его учителя Крудели заведовать кафедрой гигиены. Маркиафава стал профессором медицины в 1917 году, оставаясь заведующим кафедрой до своего выходу на пенсию в 1922 году.
В 1884 году Маркиафава, совместно с Анджело Челли (1857—1914), выявили менингококк в спинномозговой жидкости больного «эпидемическим цереброспинальным менингитом» (ныне называется — менингококковый менингит), хотя и не связали его с возникновением заболевания. Также в 1884 году Шарль Луи Альфонс Лаверан (1845—1922), который нашёл паразита малярии в 1880 году, показал свои выводы Маркиафаве и Челли, которые с их мощными микроскопами смогли окончательно подтвердить теорию Лаверана о человеческом паразите в крови, которому они дали название Plasmodium. Теорию в дальнейшем окончательно подтвердил Джованни Баттиста Грасси.
В течение всей своей карьеры Маркиафава имел постоянный интерес к изучению заболеваний нервной системы, как инфекционного, так и дегенеративного характера. Среди его удач была первая характеристика сифилитического церебрального артериита. В 1897 году он впервые наблюдал первичную дегенерацию в мозгу алкоголика, а в 1903 году Амико Бигами опубликовал клиническое исследование о неврологических нарушениях в такой ситуации. Ныне это состояние известно как синдром Маркиафавы или Маркиафавы-Бигами.
Он стал одним из пионеров в области патологии сердца, показав важность коронарного склероза в патогенезе инфаркта миокарда и предложив использовать теобромин для лечения этого заболевания. В начале своей карьеры он сделал и другие важные исследования, которые показали бактериальный характер эндокардитических язв. Он также проводил исследования с ангиотической облитерацией при интерстициальных воспалениях, особенно при туберкулёзе, и подробно исследовал структурные модификации в местах, где бронхи соединяются с паренхимой лёгких, а также клиническую эпидемиологию заболевания. В нефрологии он изучил и описал гломерулонефрит, связанный со скарлатиной.
В 1913 году он был выбран сенатором Королевства Италии. В 1925 году он был организатором первой международной конференции по изучению малярии.
Личный врач трёх римских Пап и Савойского дома, он в 1926 году был награждён медалью Менсона за свои исследования в тропической медицине. Его дважды номинировали на получение Нобелевской премии по физиологии или медицине в 1927 и 1932 годах. Он был очень успешным врачом и очень скромным и культурным человеком, увлекался античной литературой, провёл детальное исследование работ Горация о винах.

## Награды
- Кавалер, Офицер, Командор, Великий офицер, Кавалер Большого Креста ордена Короны Италии (1881, 1885, 1894, 1907, 1924);
- Кавалер, Офицер, Командор, Великий офицер и Кавалер Большого Креста ордена Святых Маврикия и Лазаря (1889, 1890, 1894, 1923, 1926);
- Кавалер Савойского Гражданского ордена (1916);
- Почётный член Королевского британского общества медицины (1905);

## Названы в честь учёного
- Постпневмоническая триада Маркиафава — одновременное наличие менингита, эндокардита и септического очага в лёгких.
- Синдром Маркиафава-Бигами — демиелинизация мозолистого тела и наличие кортикального ламинарного некроза, встречающегося во фронтальных и височных частях головного мозга.
- Синдром Штрубинга-Маркиафава-Микели — редкое аутоиммунное расстройство с постепенным началом и хроническим течением, которое отмечается внутрисосудистой гемолитической анемией, обычно с приступом ночной пароксизмальной гемоглобинурии[9][10][11][12][13].